# قصر شهران (اليمن)
قصر شهران بني في مطلع القرن الأول الميلادي وفي مدينة بينون الحدأ الواقع على حصن شهران على عهد مملكة حمير. وقد يرد عند بعض المؤرخين باسم (قصر بينون). وهي تابعة لعزلة بني ثوبان الحدأ، على بعد 45 كم من مركز محافظة ذمار.